# 吴性栽
吴性栽（1904年—1979年），字鑫斋，笔名槛外人，男，浙江绍兴人，中国电影事业家，百合影片公司、文華影片公司创办人。